# 木村正人 (ジャーナリスト)
木村 正人（きむら まさと、1961年〈昭和36年〉 - ）は、日本のジャーナリスト。

## 略歴
1961年大阪府大阪市西成区生まれ。大阪市立弘治小学校（現・いまみや小中一貫校〈大阪市立新今宮小学校・今宮中学校〉）卒業。
1984年京都大学法学部卒業、同年4月産経新聞社に入社。16年間大阪本社社会部、神戸支局で事件記者として勤務。大阪府警キャップ後、東京本社へ。社長秘書。2002年（平成14年）米国コロンビア大学東アジア研究所客員研究員。2003年政治部次長 (憲法担当)。外信部デスクを経て2007年7月英国ロンドン支局長。2012年、イギリス滞在のまま産経新聞を退職しフリーランスジャーナリストになる。

## 人物
大阪ひったくり報道により坂田記念ジャーナリズム賞海外研修対象部門取材チーム賞を受賞。慶應大学法科大学院非常勤講師も務めた。

## 著書
- 『EU崩壊』(新潮新書、2013年)
- 『見えない世界戦争 「サイバー戦」最新報告』(新潮新書、2014年)
- 『欧州 絶望の現場を歩く―広がるBrexitの衝撃』(ウェッジ (出版社)、2017年)

### 共著
- 『戦後史開封』(産経新聞社、1999年 「戦後史開封」取材班として)
- 『現代ひったくり事情―少年の感性/社会の陥穽』(新曜社、2000年 大阪社会部として)